# Mousepad (software)

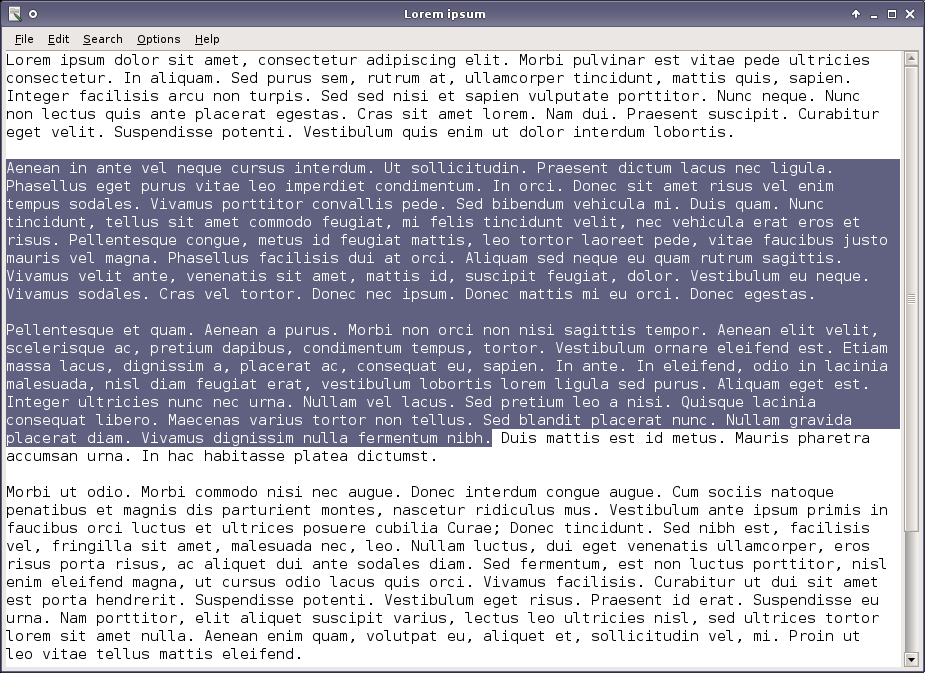
Captura de Mousepad ejecutándose en FreeBSD.

Mousepad es el editor de texto simple del entorno de escritorio libre Xfce. Está basado en el editor Leafpad. Su autor es Erik Harrison.
Puede compararse con el Bloc de Notas de Windows, con la excepción de que posee algunas características que este último no tiene, como reconocer los fines de línea de los archivos de Unix, Windows y Mac.
Muchos usuarios le reclaman a este editor, el uso de sintaxis coloreada, que si tienen otros editores como Kate o Gedit.